# GeForce Grid

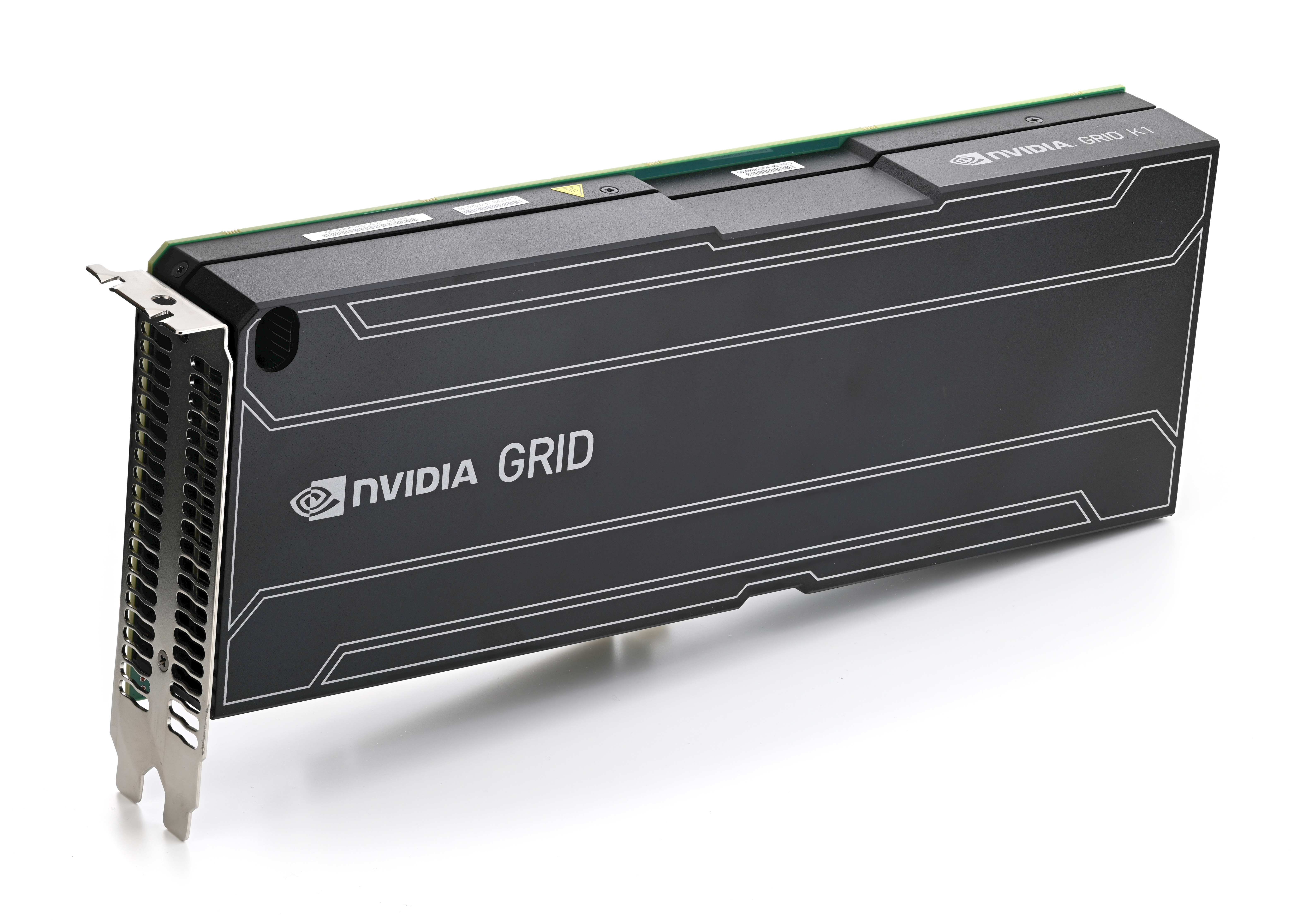
Nvidia GRID K1

La technologie GeForce Grid a été développée par Nvidia dans le but de créer une première solution rentable du cloud gaming. Le cloud gaming, c'est jouer depuis internet sur n'importe quel support (de l'ordiphone au téléviseur en passant par la tablette) grâce à un serveur qui prend en charge tous les calculs nécessaires au fonctionnement du jeu.

## Description du système
Avant la GeForce Grid, il existait trois problèmes qui freinaient l'essor du cloud gaming :
- le temps de latence,
- la consommation,
- la quantité de serveurs nécessaire, car un serveur ne pouvait héberger qu'un seul joueur.

Nvidia proposa alors d'utiliser l'encodeur H.264 des nouvelles cartes graphiques pour alléger le travail du CPU. L'utilisation du processeur étant plus faible, il fut possible de mettre deux cartes GeForce bi-GPU dans un seul serveur, un serveur peut alors gérer quatre joueurs en même temps. En parallèle, elle propose ses nouvelles cartes Kepler qui sont deux fois plus efficaces. La technologie GeForce GRID propose donc une latence similaire voir inférieure aux consoles. De plus, une nouvelle technologie de virtualisation de processeurs, nommée NVIDIA VGX HyperVisor, permet selon Nvidia de gérer 24 joueurs par serveurs.
NVidia a exposé le système Nvidia GRID composé de 10 serveurs GRID par rack, de 120 GPU par rack capables de gérer 240 joueurs par rack.
Nvidia expose aussi des cartes Nvidia GRID, réparties en deux modèles :
- Les K1 sont équipées de 4 processeurs Kepler entrée de gamme et de 16 Go de mémoire graphique, pour une gestion maximale de 100 joueurs,
- Les K2 sont équipées de 2 processeurs Kepler haut de gamme et de 8 Go de mémoire graphique[4].